# Seznam slovenskih slikarjev
Seznam slovenskih slikarjev.

## A
- Bojan Abaza
- Ema Abram
- Peter Abram
- Drago Ačko
- Peter Adamič
- Viktor Adamič
- Miroslav Adlešič
- Andrej Ajdič
- Jurij Ajlec
- Nevena Aleksovski
- Almanach/Allmenaco (nizoz.-slov.)
- Arkan Al Nawas
- Andrej iz Ostroga
- Jožica Ameršek
- Franjo Ančik
- Marko Andlovic
- Maja Andrić-Todić (hrv.-slov.)
- Vojko Anzeljc
- Rajko Apollonio
- Zvest Apollonio
- Johannes Aquila
- Tatjana Arh
- Antea Arizanović
- Fran Arko?
- Ernest Artič
- Brigita Artiček?
- Beno Artnak
- Adi Arzenšek
- Todorče Atanasov
- Gustav Auersperg
- Marija Auersperg-Attems
- Peter Auguštin
- Ferdinand (Ferdo) Avsec
- Martin Avsenik
- Anton Ažbe

## B
- Vojko Babič
- Ivana Bajec
- Karmen Bajec
- Angelo Bajuk
- Milko Bambič?
- Igor Banfi
- Jože Barachini
- Ivan Bartl (slikar)
- Matija Bartl
- Jože Bartolj
- Boris Batista (1940-1968)
- Milan Batista
- Josip Battig
- Dubravko Baumgartner
- Emilija Baumgartner
- Katja Bednařik Sudec
- Nikolaj Beer
- Mirsad Begić
- Marijan Belec
- Danica Bem Gala
- Boris Benčič
- Vesna Benedetič
- Gregor Benedik (panjske končnice)
- Ladislav Benesch
- Rudi Benétik
- Bojan Bensa
- Berko
- Fortunat Bergant
- Uršula Berlot
- Emerik Bernard
- Janez Bernik
- Viktor Bernik
- Marin Berovič
- Franc Bešter
- Petar Beus
- Nadja Bevčar
- Silvan Bevčar
- Stanko Bezlaj
- Koloman Beznec
- Gvido Birolla
- Dare Birsa
- Viktor Birsa
- Edvard Bizjak
- Franc (Frančišek) Bizjak (Franz Wisiak)
- Martin Bizjak (1929-2017)
- Milan Bizjak
- Matej Bizovičar
- Milan Bizovičar
- Jurij Bobič
- Vinko Bogataj ?
- Ivan Bogovčič
- Janez Boljka
- Miha Boljka
- France Boltar
- Molly Bonač
- Jaka Bonča
- Bogdan Borčić
- Matjaž Borovničar
- Janez Borovski
- Jože Boschitz
- Franc Boštjan
- Pavle Bozovičar
- Andrej Božič
- Boris Božič - Yuri
- Julče Božič
- Nika Božič
- Matija Bradaška
- Bram Barjanski (Branko Simčič)
- Remigij Bratož
- Lucijan Bratuš
- Boris Bratuž
- Igor Bravničar
- Veljko Bravničar
- Suzana Brborović
- Olivia Bregant
- Lado Brejc
- Almira Bremec
- Tea Breščak
- Stojan Brezočnik
- Beti Bricelj
- Ida Brišnik Remec
- Matej Brodnik
- Stanislav Brodnik
- Jakob Brollo (Furlan)
- Ljubo Brovč
- Ivan Brudar
- Andrej Brumen-Čop
- Klemen Brun
- Avgust Andrej Bucik
- Sonja Budal
- Ivan Bukovec (umetnik)
- Jože Bunič
- Tamara Burmicky - Taya
- Marko Butina
- Milan Butina

## C
- Alojz Capuder
- Gašper Capuder
- Atilij Carli/Kralj
- (Giorgio Carmelich)
- Rasso Causevig?
- Anton Cebej
- Vlado Cedilnik
- France Cegnar
- Anton Cej
- David Cej
- Demetrij Cej
- Jože Cej
- Jure Cekuta
- Miran Cencič
- Raoul Cenisi
- Jože Centa
- Mira Cepuder
- Maja Cerar (r. Tomc)
- Mojca Cerjak?
- Klavdij Cernigoi
- Jože Cesar
- Mire Cetin
- Ludovik (Ljudevit) Cetinović
- Dragutin Cifrek
- Anton Cigoj
- Danica Cigoj-Kuščer
- Jure Cihlař
- Janez Cimbol
- Jože Ciuha
- Peter Ciuha
- Romeo Coceani
- Carolina Coglot/Koglot (Coglot De Maurera) (v Venezueli)
- Ina Conradi Chavez?
- Ludwig Clericq (1640–1702)
- Silva Copič
- Viktor Cotič
- Tulio Crali/Kralj
- Stane Cuderman
- Janez Cundrič
- Valentin Cundrič?
- Franc Curk
- Jože Cvelbar
- Marjeta Cvetko
- Jure Cvitan

## Č
- Ivan Čargo
- Sebastijan Časar
- Avgust Čebulj (duhovnik)
- Jože Čebulj
- Josip Čeferin
- Luka Čeferin
- Anton Čeh (slikar)
- Boni Čeh
- Vlado Čelar
- Nina Čelhar
- Lojze Čemažar
- Matej Čepin
- Ksenija Čerče
- Marijan Černe
- Avgust Černigoj
- Dora Černigoj
- Klavdij Černigoj/Cernigoi
- Boleslav Čeru
- Sandi Červek
- Barbara Čižmek Cihlař
- Bogdan Čobal
- Ivan Čobal
- Larisa Čobal
- Zvonko Čoh?
- Mirko Čok
- Alojz Črnigoj
- Rajko Čuber
- Simona Čudovan
- Tjaša Čuš
- Branko Čušin

## D
- Rado Dagarin
- Marjanca Dakskofler Savinšek
- Miha Dalla Valle
- Ladislav Danč
- Izidor Debeljak
- Riko Debenjak
- Barbara Demšar
- Daniel Demšar
- Jože Denko
- Marijan De Reggi
- Edo Deržaj
- Avgust Deržek
- Norma De Saint Picman
- Danilo Devetak
- Silva Devetak
- Patrizia Devidé
- Smiljana Didek?
- Zoran Didek
- Boge Dimovski
- Marjan Miro Dobovšek
- Tina Dobrajc
- Anton Dolenc
- Igor Dolenc
- Jana Dolenc
- Veno Dolenc
- Štefan Dolinar
- Sarah Dolinšek
- Zdravko Dolinšek (2 različna?)
- Milogoj Dominko
- Marjan Dovjak
- Tina Drčar
- France "Aco" Dremelj
- Barbara Drev
- Luka Drinovec (umetnik)
- Vesna Drnovšek
- Drago Druškovič ml.
- Matjaž Duh

## E
- Josip Egartner (slikar)
- Jože Ekart
- Danilo Emeršič
- Milka Erbežnik
- Miha Erič
- Milan Erič
- Miran Erič
- Simona Erjavec
- Andreja Eržen
- Jože Eržen

## F
- Milanka Fabjančič?
- Stane Fabjančič
- Dominik (Domenico) Fabris
- David Faganel
- Marko Faganel
- Robert Faganel
- Vida Fakin
- Silvester Fakuč
- Ivana Faninger
- Tomaž Fantoni (Furlan)
- Blaž Farčnik
- Romana Favier Zorzut
- Aleksandra Fekonja
- Roman Fekonja
- Katja Felle
- Rajko Ferk
- Janez Ferlan
- Danijel Ferlinc - Danny
- Pavel Ferluga
- Mitja Ficko
- Ivan Fidler
- Igor Fistrič
- Dušan Fišer
- Božidar Flajšman
- Marija Flegar
- Jelka Flis
- Pavel Florjančič
- Franz Ignaz Flurer
- Zorko Fon
- Jernej Forbici & Marika Vicario
- Dominik Forte
- Ivan Franke
- Vanja Franko
- Vida Franko
- Milan Fras (1921)
- Simon Fras
- Vlado Fras
- Ivo Frbežar
- Črtomir Frelih
- Metod Frlic
- Filip Fröhlich
- Josef Ferdinand Fromiller?
- Srečko Frühauf
- Lorenzo Furlan
- Slavko Furlan
- Dunja Furlani Kofler?
- Peter Furlanič
- Leander Fužir

## G
- Peter Gaber & Tone Gaber
- Rudolf Gaberc (>Bgd)
- Dragan Gačnik
- Vladimir Gajšek
- Branko Gajšt
- Vinko Gajšt
- Andrej Gala
- Stojan Gala
- Štefan Galič
- Sašo Gantar
- Janez Garbajs
- Sergeja Gartner
- Maksim Gaspari
- Nataša Gašparac
- Vilko Gašparič
- Irena Gašperšič Meško
- Vojko Gašperut
- Kostja Gatnik
- Maks Gatnik
- Irena Gayatri Horvat (hrv.-slov.)
- Ivan Geder
- Mito Gegič
- Hans Georg Geigerfeld
- Nino Gergolet
- Alenka Gerlovič
- Herman Germ
- Josip Germ
- Helena Germonik
- Stanka Glavan
- Blaž de Gleria
- (Oton Gliha, Vilko Gliha Selan (slov.-hrv.)
- Franc Globočnik
- Olaf Globočnik, slov.-hrv.
- Vito Globočnik
- Ivan Gluhodedov
- Gustav Gnamuš
- Zlatko Gnezda
- France Godec
- Jure Godec
- Silvester Godina
- Marjeta Godler
- Prokop(ij) Godler
- Goetzl (Götzl) (družina)
- Bojan Golija
- Klementina Golija
- Martina Golija
- David Matej Goljat
- Franc Golob (agronom)
- Franc Golob
- Franjo Golob (umetnik)
- Milan Golob
- Zdenka Golob Borčič
- Endre Göntér (star./ml.)
- Bojan Gorenec
- Vlado Goreski
- Viktor Goričan
- Josip Gorinšek
- Jože Gorjup
- Rudi Gorjup
- Stane Gorjup
- Tine Gorjup
- Tomaž Gorjup
- Josip Marija Gorup
- Metka Gosar
- Tomaž Gostinčar
- Fanči (Frančiška) Gostiša
- Božidar Grabnar
- Boris Grad
- Simon Tadej Volbenk Grahovar
- Stojan Grauf
- Fulvia Grbac
- Marija Gregorc
- Milena Gregorčič
- Nevenka Gregorčič
- Ludvik Grilc
- Cene Griljc
- Ivan Grohar
- Janez Grohar
- Bogdan Grom
- Davorin Gros
- Evgenija Gruden
- France Gruden
- Roman Gruntar
- Marjan Gumilar
- Špela Gumzej
- Pavel Gustinčič
- Anton Gvajc
- Herman Gvardjančič

## H
- Janez Hafner
- Miro Hajnc
- Friderik Hamerlitz
- Janez Handt
- Štefan Hauko
- Dora Hauser
- Anton Hayne
- Jožef Hayne
- Martina Hegediš
- Eva Heimer
- Peter Hergold
- Andrej Herman ?
- Anton Herman
- Janez Andrej Herrlein
- Jaroslav Hilbert
- Robert Hlavaty
- Vinko Hlebš
- Vladimir Hmeljak
- Leopold Hočevar - Hoči
- Miran Hočevar
- Sergej Hočevar
- Zoran Hočevar
- Valentin Hodnik
- Josip Hohnjec (slikar)
- Cvetka Hojnik
- Leon Homar - Levko
- Goran Horvat
- Franc Horvat (slikar)
- Jože Horvat - Jaki
- Štefan Horvat
- Vera Horvat
- Meta Hostnik
- Tomaž Hostnik (1961)
- Milena Houška Pavlin
- Friderik Hrast
- Anamari Hrup
- Anka Hribar Košmerl
- Žiga Hriberšek
- Janez Hrovat
- Stane Hrovatič
- Drago Hrvacki
- Hua Qing ?
- Vida Hudoklin Šimaga
- Gabrijel Humek
- Jakov Hure - Delmati
- Ištvan Išt Huzjan
- Zdenko Huzjan
- Just Hvala

## I
- Stanislav Intihar?
- Cvetka Ipavec
- Jože Ipavec
- Tjaša Iris
- Bard Iucundus (Leobard Oblak)
- Aleksa Ivanc Olivieri
- Taja Ivančič
- Slobodan Ivanković-Baudo (bos./srb.-fr.-slov.)

## J
- Mirko Jadrič
- Damir Jadrič
- Stane Jagodič
- Božidar Jakac
- Svetlana Jakimovska Rodić
- Karel Jakob
- Marko Jakopič
- Marta Jakopič Kunaver
- Rihard Jakopič
- Viljem Jakopin
- Marko Jakše
- Izidor Jalovec
- Vlasta Jalušič
- Matija Jama
- Jamšek (Jambšek), družina
- Janez Borovski
- Janez Ljubljanski
- Janez iz Kastva
- Silva Janež
- Anton Janša
- Lovro Janša
- Valentin Janša
- Gustav Januš
- Aleksander Sašo Jarc
- Evgenija Jarc
- Radovan Jeglič
- Danilo Jejčič
- Marjan Jelenc
- Franc Jelovšek
- Krištof Andrej Jelovšek
- Andrej Jemec
- Gašper Jemec
- Jernej Jemec
- Stanka Jenko
- Zmago Jeraj
- Lara Jeranko Marconi
- Irena Jeras Dimovska
- Alojz Jerčič
- Anja Jerčič Jakob
- Ciril Jerič
- Rado Jerič
- Zvonimir Jerič?
- Marko Jerman
- Jernej iz Loke
- Mladen Jernejec
- Jožef Jerome
- Marijan Jesenovec
- Boris Jesih (slikar)
- Lara Ješe
- Kristijan Jezernik?
- Karel Jirak
- Johannes Aquila
- Breda Jontes
- Rudi Jordan
- Sebstijan Jordan
- Peter Jovanovič
- Anton Jug
- Simon Jugovic Fink
- Jurij Jurčič
- Boštjan Jurečič
- Samo Jurečič - Samo
- Silva Jurečič Košir
- Jože Jurič
- Barbara Jurkovšek
- Rok Juršič
- Bogomir Jurtela
- Hijacint Jussa
- Elko Justin

## K
- Miro Kačar
- Duša Kajfež
- Simon Kajtna
- Jurij Kalan
- Bogoslav Kalaš
- Katarina Kalc
- Lojze Kalinšek
- Stane Kališnik
- Enver Kaljanac
- France Kambič
- Mihael Kambič
- Andrej Kamnik?
- Sergej Kapus
- Janez Kardelj (slikar)
- Azad Karim
- Silva Karim
- Anton Karinger
- Maria Karnar-Lemesheva (rus.-slov.)
  - Alois Kasimir (r. Dunaj - u. Ptuj)
  - Luigi Kasimir (r. Ptuj - u. Dunaj)
- Barbara Kastelec
- Eva Kastelic
- Janko Kastelic (slikar)
- Milan Kastelic
- Simon Kastelic
- Elza Kastl-Obereigner
- Josip Kastner
- Franc Kavčič (slikar)
- Maks Kavčič
- Mateja Kavčič
- Klemen Kavčič
- Vasja Kavčič
- Irena Kazazić
- Karel Keber
- Mohor Kejžar
- Gregor Kemperle
- Alenka Kham Pičman
- Dušan Kirbiš
- Lojze Kirbiš
- Jože Kjačič
- Bojan Klančar
- Branko Klančar
- Stane Klančnik?
- Vladimir Klanjšček
- Klavdij Klarič
- Roza Klein Sternen
- Staš Kleindienst
- Mihael Klemen
- Dore Klemenčič-Maj
- Fran Klemenčič
- Maj Klemenčič
- Milan Klemenčič
- Kiki Klimt
- Ema Klinar
- Vivijana Kljun
- Matija Knavs
- A. D. Knez
- Janez Knez
- Janez Mišo Knez
- Joso Knez
- Aleksij Kobal
- Jožef Kobau (Cobau)
- Boris Kobe
- Jurij Kobe
- Ivana Kobilca
- Matjaž Kocbek
- Rajmund Kocbek
- Darja Kocjančič
- Ida Kocjančič
- Romej Kocjančič (Romeo Coceani)
- Majda Kočar
- Alenka Koderman
- Dimitrij Kodrič (John D. Kodric)
- Ignac Kofol
- Rudi Kogej
- Carolina Koglot (Coglot De Maurera) (v Venezueli)
- Alojzij Kogovšek
- Josip Kogovšek
- Viktor Kojc
- Denise Kokalj
- Gregor Kokalj
- Ivo Kolar
- Gabri(j)el Kolbič
- Antonija Kolerič
- Kaly Kolonič
- Biserka Komac?
- Stanka Komac Šraj
- Silvester Komel
- Miklavž Komelj
- Franc Konc
- Alojz Konec
- Tina Konec
- Mitja Konić
- France (Franjo) Kopač
- Franc Kopitar-Silvo
- Leon Koporc
- Lojze Koporc
- Jože Kopriva
- Sašo Koprivec
- Ivo Kordaš
- Miran Kordež
- Zora Koren Škerk
- Slavko Kores
- Helena Korošec - Elí
- Irena Korošec
- Janez Korošec (slikar)
- Josip Korošec - Nini
- Nika Korsič
- Benjamin Korže
- Gojmir Anton Kos
- Ivan Kos (likovnik)
- Klara Kos -"Seiko"
- Mateo Kos
- Janja Kosi
- Polon(c)a Kosi
- Srečko Kosi
- Andrej Kosič
- Josip Kosmač?
- Mihael Kosmač
- Stane Kosmač
- Alja Košar
- Franc Košar
- Andrej Košič (Kosič)
- Boštjan Košir
- France Košir
- Matej Košir
- Borut Košnjek
- Suzana Košnjek-Cotič
- Jože Kotar
- Jože Kotnik
- Rudolf Kotnik
- Helena Kottler Vurnik
- Ivo Kovač
- Ljerka Kovač
- Samo Kovač
- Vesna Kovač
- Vladimir Kovač
- Bojan Kovačič
- David Kovačič
- Janez Kovačič
- Katja Kovše
- Marjan Kozamernik
- Jasna Kozar-Hutheesing
- Ljubo Kozic
- Robert Kozman
- Anton Koželj
- Maks Koželj
- Matija Koželj
- Marjanca Kraigher
- Nevenka Kraigher
- Milovan Krajnc
- Andrej Kralj
- Ervin Kralj
- France Kralj
- Mara Kralj
- Matjaž Kralj
- Samo Kralj
- Tea Kralj
- Tone Kralj
- Albin Kramberger
- Jože Kramberger
- Ted Kramolc
- Anja Kranjc
- Konrad Kranjc
- Miro Kranjec
- Anka Krašna
- Metka Krašovec
- Fani Kratnar
- Marjan Kravos
- Edvard Krbavčič
- Igor Kregar
- Stane Kregar
- Bine Krese
- Štefan Kresnik
- France Kreuzer
- Alojz Krevh
- Benjamin Kreže
- Blažka Križan
- Dominik Olmiah Križan
- Gorazd Krnc
- Benjamin Krumpej
- Tomaž Kržišnik
- Stane Kumar
- Jože Kumer
- Vojko Kumer
- France Kunaver
- Judita Kunčič Mandelc
- Ida Künl
- Pavel Künl
- Viljem Künl
- Marica Kupfer
- Majda Kurnik
- Franz Kurz zum Thurn und GoldensteinKneževič Stojan

## L
- Vladimir Lakovič
- Milan "Didi" Lamovec
- Mojca Lampe Kajtna
- Vladimir Lamut
- Aladin Lanc
- Henrika Langus
- Matevž Langus
- Adolf Lapajne
- Boštjan Lapajne
- Miloš Lapajne
- Nuša Lapajne Čurin
- Samo Lapajne?
- Tone Lapajne
- Avgust Lavrenčič
- Miloš Lavrenčič
- Boris Lavrič
- Lojze Lavrič
- Simon Lavrič
- Anton Layer
- Josip Layer
- Leopold Layer
- Marko Layer
- Valentin Layer
- Monika Lazar
- Vladimir Leben
- Kamilo Legat
- Zmago Lenardič
- Ivo Lenščak
- Jožef Anton Lerchinger
- Drago Leskovar
- Tone Leskovšek
- Mira Ličen Krmpotić
- Terezija Lipič
- Dušan Lipovec
- Gani Llaloshi
- Janez Logar (1938)
- Lojze Logar
- Tatjana Logar
- Milan Lorenčak
- Ivo Lorenčič
- Erik Lovko
- Branko Lozar
- Robert Lozar
- Stane Lozar
- Albin Lugarič
- Marko Lukan
- Zdravko Luketič
- Avrelij Lukežič
- Ferdo Lupša?
- Stana Lušnic Arsovska
- Milena Luznar Strašek
- Aprilija Lužar

## M
- Josip Macarol
- France Maček - Muc
- Janez Madrijan
- Srečko Magolič
- Polona Maher
- Dominik Mahnič
- Marino Mahnič
- Rudolf Maister
- Jože Majcen
- Anka Makovec?
- Stanko (Stanislav) Makuc
- Tanja Makuc
- Vladimir Makuc
- Ivan Malavašič
- Miha Maleš
- Ferdinand Malič
- Dušan Mandič
- Adriana Maraž
- Miloš Marc
- Henrik Marchel
- Rudolf Marčič (Rudolf Ernst Marčić)
- Štefan Marflak
- Jože Marinč
- Manja Markovič
- Peter Markovič
- Cveto Marsič
- Ira Niero Marušič
- Živko Marušič
- Nikolaj Mašukov
- Janez Matelič
- Matjaž Mauser
- Aco Mavec
- Erik Mavrič
- Ferdo Mayer
- Marjan Maznik
- Ignac Meden
- Jožica Medle
- Pavel Medvešček
- Jože Meglič
- Maruša Meglič
- Nina Naliny Meglič
- Emil Memon
- Jasna Merku
- Franc Mesarič
- Kiar Meško
- Stane Meterc
- Matej Metlikovič
- Janez Valentin Metzinger
- Janez Mežan (slikar)
- Meta Mežan
- Matej Mihelčič?
- France Mihelič
- Marina Mihelič (-Satler)
- Polde Mihelič
- Eva Mihevc
- Ignac Mihevc
- Rade Mikačić
- Matevž Miklavčič
- Ivan Miklavec
- Marjan Miklavec
- Julijan Miklavčič
- Božo Miklavžič
- Jurij Mikuletič
- Milan Mikuž
- Mira Mikuž
- Tomaž Milač
- Andrej Militarov
- Janez Milkovič - Jano
- Cvetka Miloš
- Franc Mirt
- Marijan Mirt
- Milan Mlakar
- Niko Mlakar
- Simon Mlakar
- Janez Močnik
- Lucija Močnik Ramovš
- Marko Modic
- Miroslav Modic
- Zmago Modic
- Miran Mohar
- Marjan Motoh? (& Jože M.)
- Livio Možina
- Franc Mrčun
- Ivo Mršnik
- Nina Mršnik
- Izidor Molè
- Igor Molin
- Matic Moškon
- Livio Možina
- Dušan Muc
- Kristijan Muck ?
- Jožef Muhovič
- Brane (Branko) Murko
- Marjan Murn
- Lojze Mušič
- Zoran Mušič

## N
- Mira Narobe
- Franci Nemec
- Rafael Nemec ?
- David Nez
- Franc Anton Niernberger
- Anton Novak
- Dreja Novak?
- Miro Novak (slikar)
- Vinko Novak
- Franc Novinc

## O
- Peter Obal
- Elza Obereigner
- Amalija Oblak Hermannsthal
- Floris Oblak
- Mojca Oblak
- Nika Oblak
- Polde Oblak (slikar)
- Špela Oblak
- Joža Ocepek
- Elsa Oeltjen Kasimir
- Jan Oeltjen
- Simon Ogrin
- Zoran Ogrinc
- Žiga Okorn
- Radko Okretič
- Valentin Oman
- Nikolaj Omersa
- Jana Omersa Križaj
- Janko Orač
- Dimitry Orlač (Orlac) (slov.-fr.)
- Mojca Osojnik?
- Lidija Osterc?
- Janez Ošaben
- Robert Ošep
- Jože Ovsec

## P
- Katja Pál
- Klavdij Palčič
- Mia Paller
- Lajči Pandur
- Ludvik Pandur
- Andreja Panič Omahna
- France Papež
- (Julij Papič - slov.-hrv.) ?
- Uroš Paternu
- Darinka Pavletič-Lorenčak
- Andrej Pavlič
- Anton Pavlič?
- Micka Pavlič - Micka Blažičeva
- Sergej Pavlin
- Agata Pavlovec
- France Pavlovec
- Mirna Pavlovec
- Franc Pavlovič (Brazilija)
- Ana Pavšek
- Herman Pečarič
- Marija Pečarič
- Silvij Pečarič
- Karel Pečko
- Greta Pečnik
- Maja Pegan
- Lado Pengov
- Miša Pengov
- Mojca Pengov
- Slavko Pengov
- Tilen Pepevnik
- Amalia Perez-Molek
- Rudi Pergar
- Anton Perko
- Lojze Perko
- Tomaž Izidor Perko
- Miha Perne
- Marko Pernhart
- Julijana Peršič
- France Peršin
- Marija Gracija Peršolja
- Sebastijan Peršolja
- Neža Perovšek
- Gregor Perušek
- Polona Petek
- Jože Peternelj
- Konrad Peternelj
- Ivo Petkovšek
- Jožef Petkovšek
- Alojzija Petrič
- Dušan Petrič
- Mario Petrić
- Stane Petrovič - Čonč
- Emilija Petrović Martini
- Ivo Petrovič
- Vida Pfeifer Sajko
- Albert Pichl
- Nataša Pičman
- Mirko Pihler
- Filip Pik
- Veno Pilon
- David Pintar
- Mira Pintar
- Anastazija Pirnat
- Miha Pirnat (st./ml.)
- Vladimir Pirnat
- Adolf Pirsch
- Elda Piščanec
- Roža Piščanec
- Leon Pišek
- Josip Pišof - Cepa
- Matija Plainer/Platner
- Andej Pla(n)ner
- Jona Gal Planinc
- Mojca Planinc
- Štefan Planinc
- Roman Planko
- Tomaž Plavec
- Anton Plemelj
- Karel Plemenitaš
- Boštjan Plesničar
- Dora Plestenjak
- Janez Plestenjak (slikar)
- Karel Plestenjak
- Darinko (Martin) Plevnik
- Silvester Plotajs Sicoe
- Anton Plumental?
- Dušan Podgornik
- Tomo Podgornik
- Vinko Podobnik
- France Podrekar
- Tadej Pogačar (umetnik)
- Tjaša Pogačar
- Vojko Pogačar
- Emil Pohl
- Jože Pohlen
- Franc Pohole
- Albin Polajnar
- Oton Polak
- Irena Polanec
- Dragotin Poljanec
- Janez (Ivan) Poljanec
- Jože Poljanšek
- Borut Popenko
- Silvije Arc Popovič
- Gašper Porenta
- Katja Pori
- Oton Postružnik (slov.-hrv.)
- Bogdan Potnik
- Ervin Potočnik
- Janez Potočnik (1749-1834)
- Janez Potočnik (likovnik) (1892-1983)
- Josip Potočnik
- Štef(an) Potočnik
- Uroš Potočnik (slikar)
- Vladimir Potočnik
- Cita Potokar
- Jože Potokar
- Viktor Povše
- Andrea Pozzo
- Miloš Požar
- Brigita Požegar Mulej
- Ivo Prančič
- Janez Praprotnik
- Valerija Prašnikar
- Gregor Pratneker
- Adrijan Praznik
- Vida Praznik
- Marij Pregelj
- Mira Pregelj
- Ula Pregelj
- Arjan Pregl
- Vladimir Prelc
- Drago J. Prelog (slov.-avstrijski na Dunaju)
- Marija Prelog
- Silvo Prelog
- Dušan Premrl
- Miha Presker
- Ivan Prešern-Žan (& Ivanka Kraševec)
- Marjan Prevodnik
- Emil Primožič (Primossi)
- Ivan Primožič
- Josip Primožič – Tošo
- Janez Pristavec
- Vera Pristovšek (r. Fišer)
- Stanislava S. Pudobska
- Zmago Puhar
- Igor Pustovrh
- Boštjan Putrih
- Franc Pustavrh (Frančišek Pustovrh)
- Ratimir Pušelja

## Q
- Giulio Quaglio
- Hua Qing

## R
- Tone Rački
- Jasna Radšel
- Irina Rahovsky Kralj
- Janez Franc Rainbalt
- Milica Rajačič Steržaj
- Tone Rajhman
- Mirko Rajnar
- Veronika Rakuš
- Stanislav Rapotec
- Franci Ratej?
- Janez Ravnik (slikar)
- Barbara Ravnikar
- Ljubo Ravnikar
- Tone Ravnikar (1920)
- Nevenka Rayer Parisi
- Claudia Raza
- Milan Razboršek
- Stojan Razmovski
- Ida Rebula
- Urška Rednak
- Peter Rehar
- Žiga Rehar
- Janez Mihael Reinwaldt
- Franc Karel Remb
- Bara Remec
- Marijan Remec
- Štefan Remic
- Tjaša Rener
- Anton Repnik
- Janez Repnik
- Iztok Retar
- Igor Ribič
- Miriam Repič-Lekič
- Nataša Ribič Štefanec
- Niko Ribič
- Milan Rijavec
- Oto Rimele
- Mitja Robič
- Aleksander Roblek
- Davorin Rojc
- Jasmina Rojc
- Tone (Anton) Rojc
- Mateja Rojc
- Melita Rojic
- Irena Romih
- Milan Rot
- Janez Rotman
- Oskar Rotovnik - Oki
- Smiljan Rozman
- Zoran Rožič
- Milan Rožmarin
- Mihael Rudl
- Ferdinand Nande Rupnik
- Marko Ivan Rupnik
- Tone Rupnik - Storžev
- (Michael Ruppe)
- Marija Rus
- Zmago Rus
- Boris Rutar
- Giulio Ruzzier

## S
- Janez Sajevic
- Boris Sajovic
- Evgen Sajovic
- Rudolf Saksida
- Eduard Salesin?
- Jasna Samarin
- Gregor Samastur
- Jur Samec
- Gorazd Satler
- Roman Savinšek
- Andrej Savski
- Hubert Schara
- Ludvik Schara
- Janez Krstnik Scherer
- Mitja Schöndorfer
- Andreja Schwenner
- Dušan Sedej?
- Janez Sedej
- Maksim Sedej
- Maksim Sedej, mlajši
- Pavle Sedej
- Aleš Sedmak
- Ivan Seljak - Čopič
- Denis Senegačnik
- Mojca Senegačnik
- Brane Sever
- Edi (Edo) Sever
- Mateja Sever (=Maja Ninalota S.)?
- Valerija Sever
- Adel Seyoun
- Albert Franc Sič
- Branko Simčič = Bram Barjanski
- Daša Simčič?
- Mik Simčič
- Rudi Simčič
- Apolonija Simon
- Franc Simonič (slikar)
- Patricija Simonič
- Štefan Simonič
- Albert Sirk
- Zdenko Skalicky
- Ana Skedl
- Franci Skerbinek
- Rudi Skočir
- Franc Ksaver Skola
- Hugo Skopal
- Andrej Skrbinek - "Andy Black"
- Majda Skrinar
- Iris Skubin
- Igor Boris Skulj
- Marjan Skumavc
- Jože Slak - Đoka
- France Slana
- Domen Slana
- Rok Slana
- Nejč Slapar
- Rajko Slapernik
- Darko Slavec
- Vida Slivniker-Belantič
- Josip Slovnik
- Ana Sluga
- Damir Smerdel
- Pavel Smolej
- Nuša Smolič
- Jerneja Smolnikar
- Hinko Smrekar
- Venceslav Smrekar
- Jošt Snoj
- Viktor Snoj
- Matko (Matej) Soklič
- Simon Soklič
- Gorazd Sotler
- Alenka Sottler
- Alenka Sovinc Brglez
- Jožica Sovinc
- Oskar Sovinc
- Savo Sovre
- Alenka Spacal
- Jože Spacal
- Lojze Spacal
- Venčeslav Sprager
- Andreja Srna
- Jože Srebrnič (slikar)
- Zora Stančič
- Ciril Stanonik
- Alenka (Ana) Stante
- Marija Starič Jenko
- Tinca Stegovec
- Ferdinand Steiner (?—1725)
- Eduard Stepančič
- Milena Stepančič
- Franjo Sterle
- Maksimiljan Sternad - Milč
- Matej Sternen
- Lucija Stopar Štrovs
- Rudi Stopar
- Lucija Stramec
- Franc Strauss?
- Franc Mihael Strauss
- Janez Strauss
- Janez Andrej Strauss
- Matjaž Stražar
- Gvido Stres (st.)
- Božidar Strman - Mišo
- Ivan Strnad
- Leopold Strnad
- Mihael Stroj
- Mladen Stropnik
- Gabrijel Stupica
- Marija Lucija Stupica
- Marlenka Stupica
- Breda Laura Sturm
- Janez Suhadolc
- Viktor Sulčič
- Matej Susič
- Jože Svetina - "Taj"
- Marija Svetlič
- Dragica Svetličič (Padova)

## Š
- Jože Šajn
- Marko Šajn
- Andraž Šalamun
- Jerca Šantej
- Avgusta Šantel (starejša)
- Avgusta Šantel (mlajša)
- Henrika Šantel
- Saša Šantel
- Cvetko Ščuka
- Ljubica Ščuka Savernik
- Pavle Ščurk
- Rozina Šebetič (r. Borko)
- Natalija Šeruga Golob
- Viktor Šest
- Janez Šibila (1919-2017)
- Sabina Šinko
- Janez Šinkovec (slikar)
- Brane Širca
- Luka Širok
- Čoro Škodlar
- Nataša Škof
- Primož Škof
- Iztok Šmajs - Muni
- Meta Šolar
- Veselka Šorli Puc
- Lojze Špacapan
- Nika Špan
- Rudi Španzel
- Lučka Šparovec
- Irena Špendl
- Tanja Špenko
- Ludvik Šraj
- Darja Štefančič
- Maruša Štibelj
- Ejti Štih (de Fernández de Córdoba)
- Jana Štok
- Andrej Štritof
- Janez Štros
- Miha Štrukelj
- Jožefa Štrus
- Andrej Štular
- Avgust Štupar
- Rudi Šturm
- Marjan Šubelj
- Alojz Šubic
- Blaž Šubic
- Ivan Šubic
- Ive Šubic
- Janez Šubic (1830–1898)
- Janez Šubic (mlajši)
- Jožef Šubic
- Jože Šubic
- Jurij Šubic
- Maja Šubic
- Milan Šubic
- Mirko Šubic
- Pavel Šubic
- Pavle Šubic
- Rajko Šubic
- Štefan Šubic
- Simona Šuc
- Vital Šuligoj
- Matevž Šumah
- Drago (Luka) Šumnik
- Miroslav Šumnik
- Lojze Šušmelj
- Tugo Šušnik
- Maruša Šuštar
- Rada Šuštar
- Marko Šuštaršič
- Saša Šušteršič Soustrade
- Deziderij Švara
- Mitja Švigelj
- Miroslav Šumnik

## T
- Hamid Tahir
- Helena Tahir
- Dušan Tancik
- Anton Tavčar
- Jakob Tavčar
- Jurij Tavčar (1812–1895)
- Jurij Tavčar (1820–1892)
- Seka Tavčar - Frankl
- Teodor Tavželj
- Borko Tepina
- Rafael Terpin
- Vera Terstenjak Jovičić
- Marjan Teržan
- Pavol Tesar
- Janez Ambrož Testen
- Janko Testen
- Jože Tisnikar
- Katarina Toman Kracina
- Veljko Toman
- Tone Tomazin
- Andrej Tomažič
- Matej Tomažin
- Mihael Tomec
- Miroslav Tomec
- Alfred Tominc
- Avgust Tominc
- Jožef Tominc
- Brina Torkar
- Jaka Torkar
- Tadej Tozon
- Goce Trajkovski
- Fran Tratnik
- Iva Tratnik
- Gašper Trček
- Marica Trček
- Ani Tretjak
- Jela Trnkoczy
- Dare Trobec
- Andrej Trobentar
- Jože Trpin
- Matej Trpin (Terpin)?
- Ante Trstenjak
- Marijan Tršar
- Vinko Turk
- Janez Anton Tušek
- Marko Tušek
- Mitja Tušek
- Stanko Tušek
- Vinko Tušek
- Bruno Tutta
- Edko Tutta
- Klavdij Tutta

## U
- Pavle Učakar
- Biljana Unkovska
- Rudi Uran
- Roman Uranjek
- Izidor Urbančič
- Kaja Urh
- France Uršič
- Mira Uršič-Šparovec
- Milena Usenik

## V
- Savo Valentinčič
- Rupert Vallauer
- Ivan Varl
- Petra Varl
- Bruno Vavpotič
- Ivan Vavpotič
- Lojze Veberič
- Blaž Vehovar
- Mihaela Velikonja
- Aleksander Velišček
- Kristina Vencelj
- Andreja Verderber
- Ferdo Vesel
- Josip Vesel
- Veronika Vesel Potočnik
- Tatjana Verbinc
- Barbara Vidic
- Darja Vidic
- Janez Vidic
- Matjaž Vidic
- Urša Vidic
- Drago Vidmar
- Nande Vidmar
- Cveto Vidovič
- Jernej Vilfan
- Mojca Vilar
- Leo Vilhar
- Mario Vilhar
- Marko Vipotnik
- Jana Vizjak
- Dare Vlaj
- Nikolaj Vogel
- Borut Vogelnik
- Marjan Vojska
- Dea Volarič
- Miloš Volarič
- Zlata Volarič
- Kamila Volčanšek
- Franjo Volk
- Albin Vončina
- Sonja Vončina
- Milan Vošank?
- Josip Vošnjak
- Karl Vouk
- Melita Vovk
- Franc Vozelj
- Sašo Vrabič
- Meta Vranič
- Bogdan Vrčon
- Marij Vrenko
- Tomo Vran
- Meta Vranič
- Ludvik Vrečič
- Herman Vrečko
- Vanda Vremšak Richter
- Žarko Vrezec
- Tao G. Vrhovec Sambolec
- Jožef Vrščaj
- Franc Vrtačnik
- Aleksander Vukan - Šanji
- Helena Vurnik

## W
- Huiqin Wang
- Matija Wärl
- Anton Weber
- Uroš Weinberger
- Krištof Weissmann
- (Heinrich Wettach)
- (Karl Wibmer)
- Edvard Wolf
- Janez Wolf
- Elias Wolf starejši
- Elias Wolf mlajši
- Meta Wraber?
- Borivoj Wudler

## Z
- Jure Zadnikar
- Stojan Zafred
- Anton Zajc
- Edvard Zajec
- Franc Ksaver Zajec
- Martin Zajec
- Joni Zakonjšek
- Leon Zakrajšek
- Janez Zalaznik
- Marjan Zaletel - Janč
- Pavle Zamar - Zappa
- Boris Zaplatil
- Alojz Zavolovšek
- Božidar Dare Zavšek
- Zlatko Zei
- Jože Zel
- Karel Zelenko
- Rok Zelenko
- Franz Ludwig Ziegler
- Johannes Ziegler
- Igor Zimic
- Branko Zinauer
- Cveto Zlate
- Mojca Zlokarnik
- Tone Zorko?
- Aristid Zornik
- Klavdij Zornik
- Marko Zorović
- Neja Zorzut
- Marija Zrim
- Fulvia Zudič
- Leon Zuodar
- Boris Zuljan
- Nina Zuljan
- Edo Zupan
- France Zupan
- Niko Zupan
- Vladimira (Ladica) Zupan
- Klemen Zupanc
- Janez Zupančič
- Miro Zupančič
- Nika Zupančič
- Anica Zupanec-Sodnik
- Franc Zupet-Krištof

## Ž
- Ivan Žabota
- Jože Žagar
- Lojze Žagar
- Aleksij Žbona
- Fedja Žbona
- Tilen Žbona
- Peter Železnik
- Vinko Železnikar
- Edi Žerjal
- Franko Žerjal
- Ivan Žerjal
- Stano Žerjal
- Jasna Žezlina
- Zdenka Žido
- Živa Žitnik
- Ludvik Žižek
- Peter Žmitek
- Ivan Žnidarčič
- Benjamin Žnidaršič
- Mirko Žnidaršič
- Pavel Žnidaršič
- Tone Žnidaršič
- Boris Žohar
- Gabrijela Žugel
- Tadej Žugman
- Jelica Žuža
- Adalbert Žvab